# Wayanas
El pueblo Wayana (otras denominaciones: Ajana, Uaiana, Alucuyana, Guaque, Ojana, Orcocoyana, Pirixi, Urukuena, Waiano) es un pueblo que habla una lengua Caribe, y habita en la zona sureste del Escudo guayanés, una región compartida entre Brasil, Surinam, y la Guayana Francesa. 

## Población
En 1980, había unas 1500 personas de la etnia wayana de los cuales 150 vivían en Brasil, entre los Aparai, 400 en Surinam, y unos 1,000 en la Guayana Francesa, a la vera del río Maroni. Para 2010 la población total Wayana se calculaba en 2.087 personas. Se estima que 1.740 hablan su lengua original.

## Organización social
Las aldeas a menudo comprenden una familia extensa y están unidas a las aldeas vecinas por lazos de parentesco, intercambios matrimoniales, rituales compartidos y comercio. A pesar de la influencia de los misioneros y representantes del estado los Wayana no viven en asentamientos grandes y, aunque no son tan nómadas como antes, las aldeas no son permanentes y, a menudo abandonan una después de la muerte de un líder.
Cada aldea suele estar dirigida por un piyai, que media en el contacto con el mundo de los espíritus y las deidades, actúa como curandero y es consultado en asuntos relacionados con la caza y la pesca. Muchas aldeas Wayana todavía cuentan con una casa comunitaria o tukusipan.
Antes del contacto con los misioneros y representantes estatales no reconocieron una forma de liderazgo que trascendiera el nivel de la aldea. Sin embargo, los estados surinamés, francés y brasileño prefirieron centralizar sus relaciones con los wayana y, para ello, instalaron capitanes, capitanes en jefe y granman como los líderes. Como el concepto de un jefe supremo va en contra de las ideas wayana de organización política, la autoridad de estos jefes más allá de sus propias aldeas es limitada.

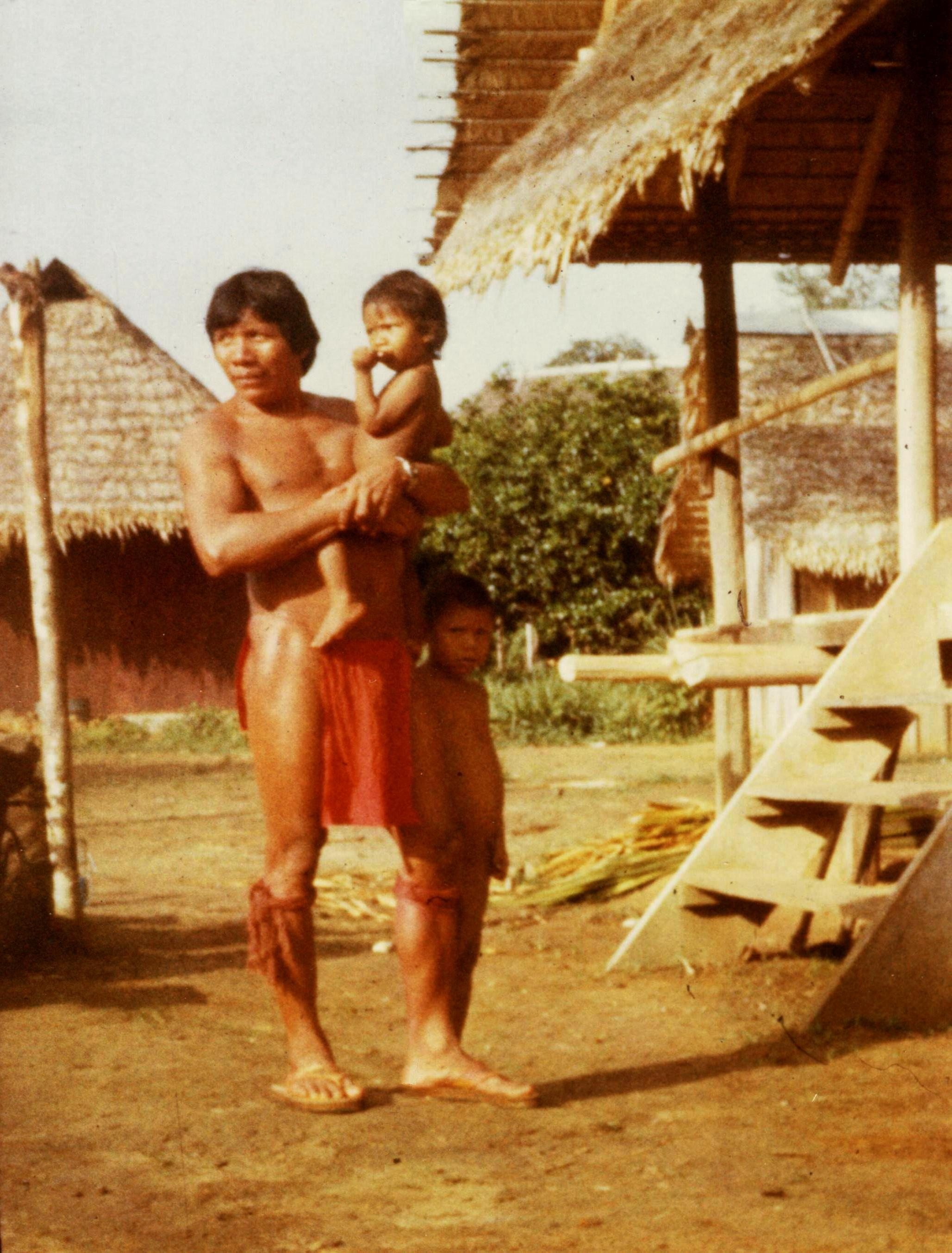
Vida cotidiana en la aldea Antecume Pata, 1979.

## Ëputop
La mayoría de edad estuvo asociada durante mucho tiempo con un ritual de iniciación llamado ëputop o maraké, en el que se colocaba un marco de mimbre lleno de hormigas o avispas al cuerpo de niños y niñas adolescentes, que emergían de la ceremonia como hombres y mujeres adultos. Mientras que los Wayana mayores aún definen por la cantidad de ëputop que experimentaron durante su vida, muchos Wayana más jóvenes rechazan la necesidad de someterse a ëputop para convertirse en un miembro valioso de la sociedad. Como resultado, en la actualidad se realizan pocos rituales de iniciación. Una de las ceremonias de ëputop más recientes tuvo lugar en 2004 en la aldea de Talhuwen, para realizar un documental sobre el ritual.

## Cosmología
Los Wayanas creen que existe un poder supremo impersonal, que antecede al origen de dos héroes creadores, Mopó y Kujuli ambos son responsables por la creación de los seres y elementos de la naturaleza y la configuración del Cosmos. Una vez concluida la creación de las cosas y cansados de la desobediencia de los seres por ellos creados, ascendieron al cielo superior, abandonando definitivamente todo contacto con los humanos. Mujeres y hombres poseen una estructura triple: el cuerpo punu, su principio vital uzenu y el akuarihpo, que después de la muerte se desprende del cuerpo. Las sombras son una proyección material del uzunu y tienen como característica de ser volátiles, pudiendo desprenderse del cuerpo.

## Wãko
Las fiestas se designan como wãko, que significa "danzar", "baile", y se diferencian de las reuniones comunitarias. Cada fiesta y cada danza tiene un ritmo propio. Las fiestas comienzan al entardecer en el patio central de la aldea, alrededor de los bancos de los músicos y bailarines dispuestos en semicírculo, y dura tres a cuatro días con pequeñas interrupciones. Acompañan las fiestas instrumentos de viento y de percusión. Cada fiesta recibe un nombre asociado a un ser encantado.